# Ferrodraco
Ferrodraco ("dragón de hierro" en latín) es un género extinto de pterosaurio anhanguerido conocido de la Formación Winton del Cretácico superior de Queensland, Australia, contiene la única especie F. lentoni . La especie recibió su nombre del exalcalde de Winton, Graham Thomas 'Butch' Lenton. Es el fósil de pterosaurio más completo de Australia, conocido a partir del espécimen holotipo AODF 876, que consiste principalmente en la porción anterior del cráneo y el dentario, los centros vertebrales cervicales y un ala parcial. Su envergadura se estimó en unos 4 metros. Originalmente se descubrió que Ferrodraco pertenecía a la subfamilia Ornithocheirinae, como taxón hermano de Mythunga. Sin embargo, un estudio reciente también clasificó a Ferrodraco como taxón hermano de Mythunga, pero ambos ubicados dentro de la familia Anhangueridae, más específicamente dentro de la subfamilia Tropeognathinae. Ferrodraco es también el último superviviente de Anhangueria.

## Descubrimiento y etimología

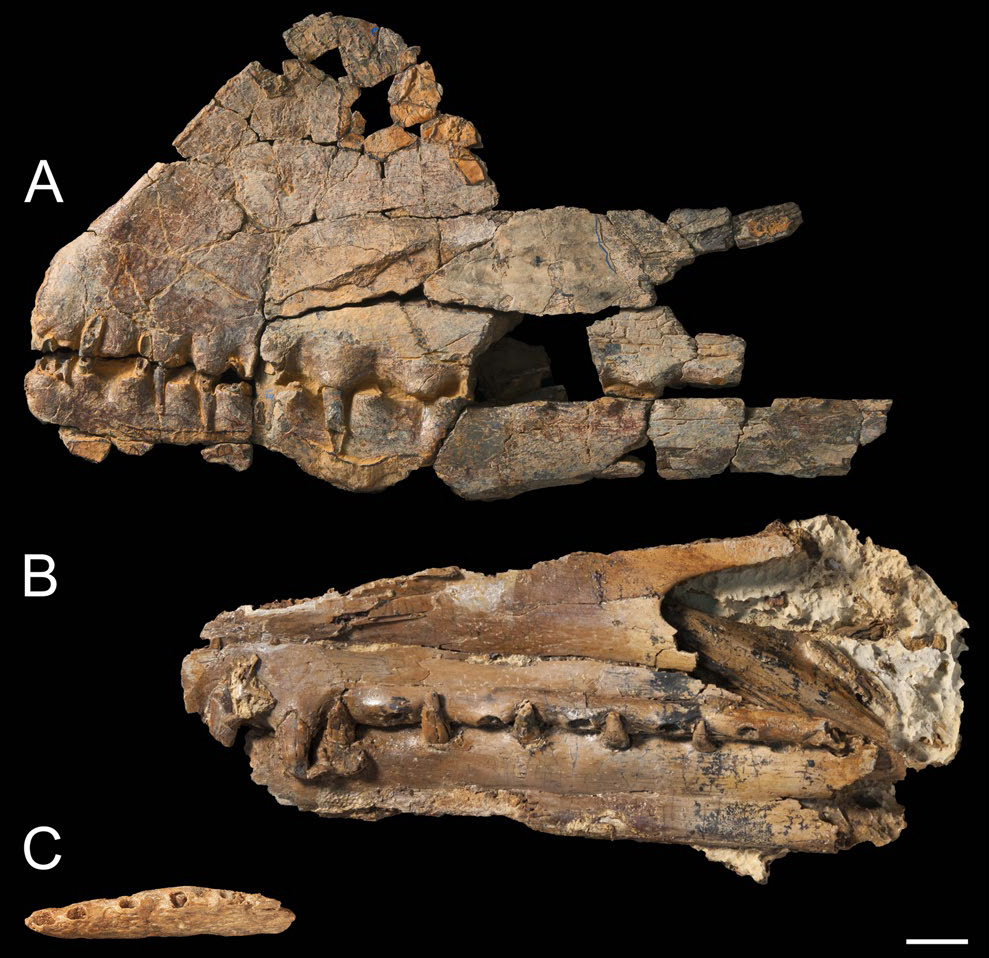
Espécimen holotipo de Ferrodraco (A) comparado con los holotipos de Mythunga (B) and Aussiedraco (C)

El espécimen holotipo se descubrió inicialmente en abril de 2017 cuando el ganadero Robert A. Elliott estaba rociando herbicida cerca de la estación de Belmont. Fue excavado por un equipo dirigido por Adele H. Pentland. Apodado 'Butch', fue preparado por el voluntario Ali Calvey. Posteriormente se realizó un TAC.
En 2019, la especie tipo Ferrodraco lentoni fue nombrada y descrita por Adele H. Pentland, Stephen Francis Poropat, Travis R. Tischler, Trish Sloan, Robert A. Elliott, Harry A. Elliott, Judy A. Elliott y David A. Elliott. El nombre genérico se deriva del latín ferrum, "hierro", y draco, "dragón", en referencia al hecho de que el esqueleto se encontró en piedra de hierro. El nombre específico honra al difunto alcalde de Winton Shire, Graham Thomas 'Butch' Lenton, por su trabajo para la comunidad local y su apoyo a la Era Australiana de los Dinosaurios, quien murió en 2017.
El holotipo, AODF 876, se encontró en una capa de la Formación Winton que data del Cenomaniense - Turoniense inferior, de unos 96 millones de años. Consiste en un esqueleto parcial con cráneo y mandíbulas inferiores. Contiene la parte anterior de la cabeza con los premaxilares, los maxilares y los dentarios; el hueso frontal izquierdo, la parte trasera de la mandíbula inferior izquierda; cuarenta dientes individuales; cinco vértebras del cuello; la articulación del hombro derecho; el cúbito izquierdo; el radio izquierdo; los huesos proximal y distal de la muñeca izquierda; dos cuartos metacarpianos; falanges del primer al tercer dedo de la mano izquierda; y la primera falange del cuarto dedo. Representa un animal completamente desarrollado pero aún no maduro. El esqueleto se ha conservado en gran parte tridimensionalmente debido a la piedra de hierro, pero algunos huesos, sin embargo, se han aplastado. Probablemente se fosilizó en la articulación, pero se dispersó algún tiempo antes del descubrimiento por la erosión y el ganado. Ferrodraco es el único fósil de pterosaurio conocido de la Formación Winton y, en 2019, fue el pterosaurio más completo jamás encontrado en Australia, un continente donde tales hallazgos son raros.

## Descripción

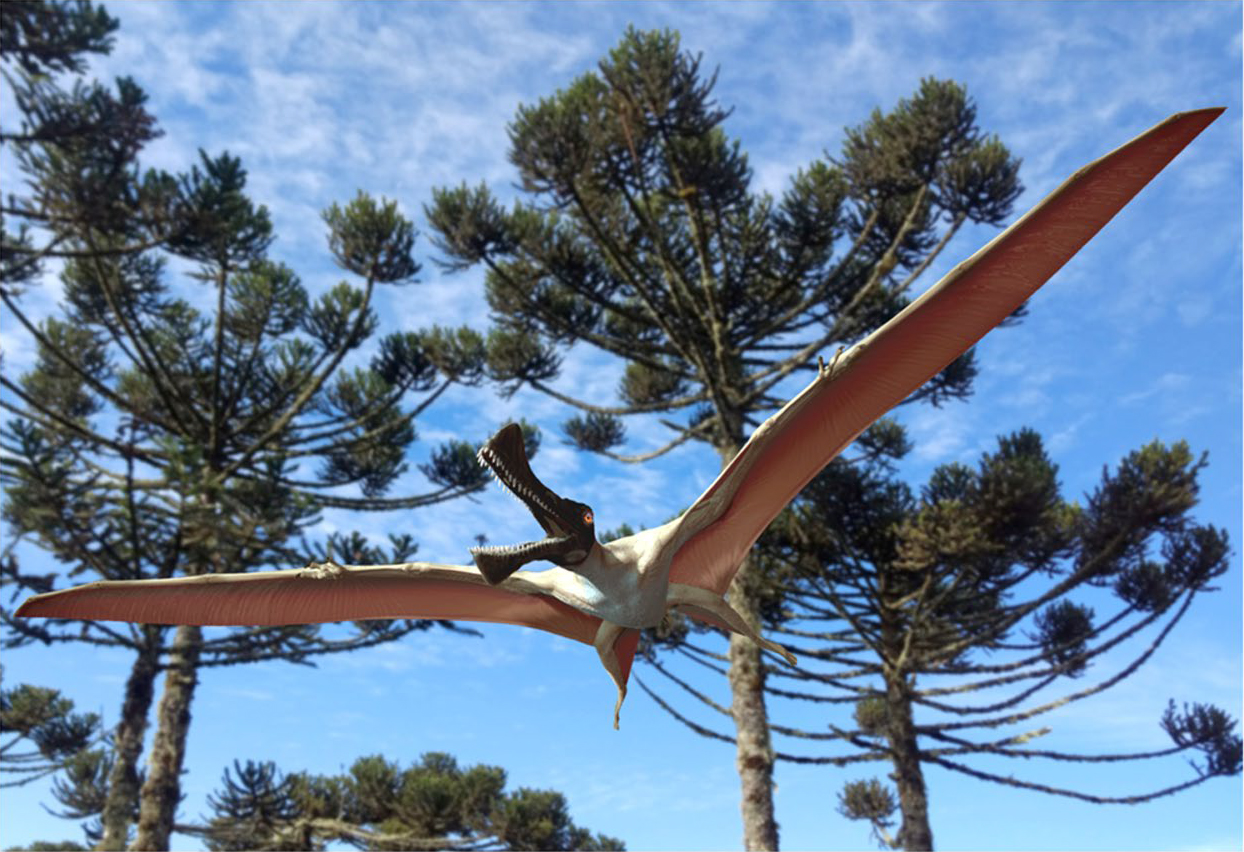
Restauración en vida

### Tamaño y rasgos distintivos
La envergadura de Ferrodraco se estimó en 4 metros.
Los autores descriptores indicaron dos autapomorfias (rasgos distintivos) que tenía Ferrodraco. El primer par de dientes tanto en los premaxilares del hocico como en los maxilares inferiores delanteros es más pequeño que los otros dientes delanteros. Los pares de dientes cuarto a séptimo son más pequeños que el tercer y octavo par.
Además, se presenta una combinación única de rasgos que en sí mismos no son únicos. El borde anterior del premaxilar es aplanado y triangular. El primer par de dientes en los premaxilares se dirige verticalmente y está ligeramente desplazado hacia arriba desde la línea de la mandíbula. Las partes frontales de las mandíbulas superior e inferior no se expanden lateralmente. Los dientes posteriores se dirigen verticalmente, disminuyendo gradualmente de tamaño. Las cuencas de los dientes están hinchadas en relación con la pared exterior de los huesos de la mandíbula. El hocico tiene una cresta premaxilar, cuyo borde frontal continúa la línea de la punta del hocico, elevándose abruptamente en un ángulo de 60 grados y terminando en una cresta redondeada.

### Esqueleto

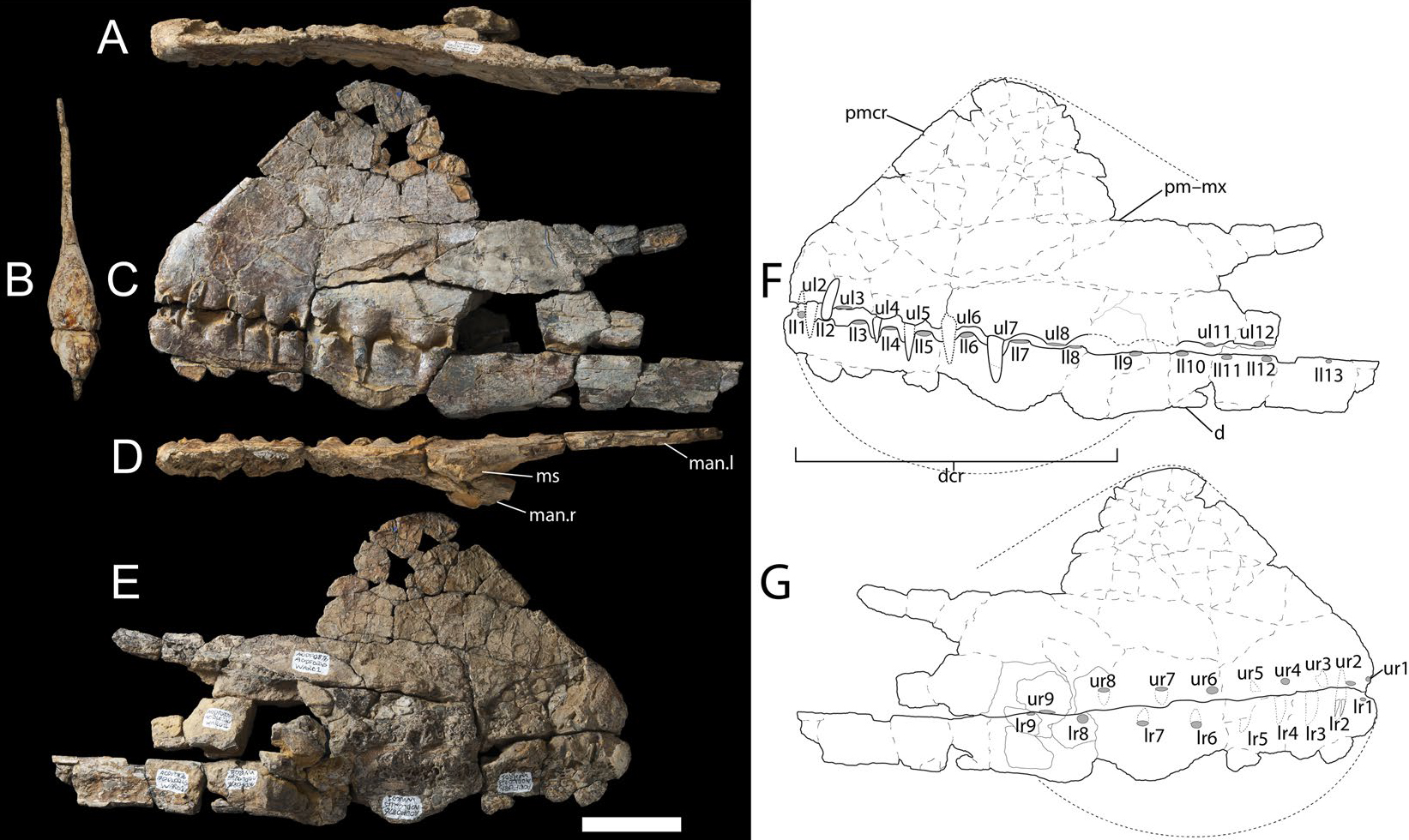
Cráneo y mandíbulas de Ferrodraco em diferentes ángulos (izquierda), y diagrama esquemático (derecha)

Se ha estimado que la longitud del cráneo es de unos 60 centímetros. El hocico tiene una cresta relativamente alta y probablemente tenía un perfil triangular visto de lado; el borde posterior no se ha conservado. Sin embargo, la cresta es muy delgada transversalmente, solo mide hasta 4 milímetros de espesor. Es hueco por dentro, las paredes lisas del hueso están conectadas por pequeños puntales. La cresta tiene una longitud de base de 131 milímetros y una altura de 128 milímetros. La sínfisis de las mandíbulas inferiores, su área anterior fusionada, probablemente se extendía hacia abajo en una segunda cresta.
Hay un total estimado de doce dientes en la mandíbula superior y trece dientes en la mandíbula inferior para un total de cincuenta en la cabeza como un todo. Los dientes se forman como puntas cónicas con una sección transversal ovalada, aplanadas transversalmente. Las cuencas de los dientes provocan un perfil ondulado de las líneas de la mandíbula en la vista superior.

## Clasificación
Ferrodraco fue el miembro más joven conocido del clado Anhangueria, y prueba que el clado no se extinguió durante el Cretácico superior. Sin embargo, en 2010, un fragmento de mandíbula de ornitoqueírido que incluye dos dientes (espécimen WAM 68.5.11) había sido reportado en Australia, el mismo lugar donde se encontró Ferrodraco, y este espécimen fue desenterrado en Molecap Greensand, capas que posiblemente tienen una edad aún más joven que Ferrodraco.
El estudio de 2019 de Ferrodraco realizado por Pentland et al. contenía los resultados de dos análisis filogenéticos, tratando de determinar la posición de Ferrodraco en el árbol evolutivo. El primer análisis ubicó a Ferrodraco dentro del clado Ornithocheirae, más precisamente dentro de la subfamilia Ornithocheirinae como la especie hermana de Mythunga, otro pterosaurio australiano de capas algo más antiguas. El segundo análisis colocó a Ferrodraco como un miembro basal de Anhangueria, y taxón hermano de la politomía que comprende Anhanguera, Coloborhynchus y Ornithocheirus. Sin embargo, un estudio más reciente realizado en 2020 por Borja Holgado y Rodrigo Pêgas colocó a Ferrodraco dentro de la familia Anhangueridae, más específicamente dentro de la subfamilia Tropeognathinae, aunque sigue siendo el taxón hermano de Mythunga.